# Cash? Cash!
Ne doit pas être confondu avec Cash-Cash (homonymie).
Pour plus de détails, voir Fiche technique et Distribution.
Cash? Cash! est un film belge néerlandophone de 1967, sorti en 1968, coréalisé par Paul Collet et Pierre Drouot. Le titre délibérément international est un jeu de mots entre le mot anglais « cash » (en espèces) et l'expression française « cache-cache ».

## Présentation
Cash? Cash! est le premier film, d'un style assez « amateur », des réalisateurs Paul Collet et Pierre Drouot. Ceux-ci disposent d'abord de plus de 400 000 francs belges pour l'achat de pellicule. Du HRITCS, d'où Collet et Drouot viennent de sortir diplômés, ils peuvent emprunter une caméra et du matériel d'éclairage. La Commission de sélection des films culturels néerlandophones décide de porter les frais de la postsynchronisation. Le coût total de la production s'élève à 1 500 000 francs belges. De la première bande sonore, réalisée avec les interprètes du film, les voix sont trop patoisantes et artificielles ; Collet et Drouot décident alors de réenregistrer les dialogues aux Pays-Bas avec des acteurs professionnels mais encore inconnus, dont Willeke van Ammelrooy et Bert André. Le tournage a lieu pendant quarante jours (en juillet et en août 1966) à Anvers et à Bruxelles. Un découpage maladroit, qui ne tient pas compte du fait que le spectateur peut difficilement identifier certains personnages qui se ressemblent un peu, mène Collet à ajouter au film un générique introductif explicatif.
Le film est présenté à la Cinemanifestatie à Utrecht au début de février 1968 ; il est ensuite joué simultanément dans douze villes néerlandaises. En Belgique, André Weis de Ciné Vog Films se charge de la distribution.
Le film rencontre un grand succès dans les salles flamandes ; à Anvers, on le joue pendant neuf semaines. À Bruxelles, il sort seulement en salles, pendant deux semaines, après le succès du deuxième film de Collet et Drouot, L'Étreinte, en 1969. Ensuite, il est vendu à un distributeur italien.
La bande-son est publiée sur disque microsillon, mais les ventes s'avèrent décevantes. Plus tard, la musique du film devient un véritable objet de culte, et les rares exemplaires du disque se vendent cher chez les disquaires.

## Réception
Dans ce film, Lionel Deflo décèle, entre autres, l'influence des cinéastes Godard, Lelouch et Antonioni, de séries télévisées comme Les Incorruptibles ou des images psychédéliques branchées et excitantes de magazines tels que Playboy, Lui, Penthouse ou Avenue (en), auquel s'ajoute une bonne dose de violence et de sadisme.
Si ce film est encore assez maladroit, en Flandre et en Belgique, il est considéré, à ce moment-là, comme un intense morceau de cinéma. Si l'histoire est insignifiante, le langage cinématographique est vigoureux.

## Synopsis
L'homme d'affaires A a voulu séduire Karin, la fille de l'industriel B, qui voit dans cet état des choses le moyen d'imposer le silence à son rival, qu'il menace de révéler son aventure galante. Pour se défendre et afin de ne pas nuire à sa propre réputation, A embauche un groupe de rebelles, qui doivent prendre des photos audacieuses de Karin. Ces images doivent prouver que Karin appartient à leur bande et qu'elle ne mène pas exactement une vie décente. D'autres intrigues viennent se greffer sur l'histoire, comme l'enlèvement et la punition d'un des provos du groupe, George, que l'on accuse à tort d'avoir dénoncé ses compagnons à la police. Pour se venger, George met Karin en garde contre les intentions de A. Avec George comme complice, Karin décide de rentrer dans le jeu de A. Elle se laisse photographier, mais sait s'emparer des documents, qu'elle transmet à A en échange de l'importante somme d'argent qu'il avait promise aux provos. B est alors dans l'impossibilité de faire des révélations compromettantes. Karin et George, qui sont entretemps tombés amoureux, prennent le train express vers la Méditerranée, mais la différence de classe sociale les sépare à nouveau.

## Fiche technique
- Titre : Cash? Cash!
- Réalisation : Paul Collet et Pierre Drouot
- Scénario : Paul Collet et Alwin Keyman
- Photographie : Guido Collet
- Musique : André Brasseur, Roger Morès
- Son : Alain Guillaume
- Montage : Pierre Drouot
- Assistance au montage : Francis Collignon et Marc Ghens
- Assistance au producteur délégué : Eddy van der Auwera
- Assistance au cadrage : Marc Rawoens
- Photographie de plateau : Guido Collet et Luk Carlens
- Montage linéaire : Marie-Paule Petignot
- Société de production : Showcking (Filmproduktiemaatschappij Collet pvba)
- Genre : film érotique, film d'action
- Durée : 82 minutes
- Date de sortie : 1968
  -  Pays-Bas : 4 avril 1968

## Distribution

### Acteurs
- Luc Carlens
- Uta Klein
- Brigitte Kowaltchuk : Brigitte
- Jozeph Pellens : Sacha
- Jo Röpcke : narrateur
- Annemiek Sauwen : Karin
- Georges Smits : George
- Uta Stassen : Uta
- Jan Verbiest : Johnny

### Guest stars
- Joris Collet : industriel
- Rudi van Vlaenderen

### Voix
- Willeke van Ammelrooy : Karin
- Bert André : Luk
- Joris Collet : man
- Paul Collet : Johnny
- Mans Pauwels : George
- Frieda Pittoors : Brigitte
- Jo Röpcke
- Christine Schreuder : Uta